# Beilschmiedia taubertiana
Beilschmiedia taubertiana är en lagerväxtart som först beskrevs av Schwacke & Mez, och fick sitt nu gällande namn av André Joseph Guillaume Henri Kostermans. Beilschmiedia taubertiana ingår i släktet Beilschmiedia och familjen lagerväxter. Inga underarter finns listade i Catalogue of Life.